# Séchilienne
Séchilienne est une commune française située dans le département de l'Isère et la région Auvergne-Rhône-Alpes. Séchilienne est située sur l'axe routier qui relie Grenoble aux stations de ski de l'Oisans et ne compte plus que trois commerces : un traiteur, une épicerie et un garage. Ses habitants s'appellent les Séchiliennoises et Séchiliennois (ou Chichilins dans le patois local)
Séchilienne fait partie de la métropole Grenoble-Alpes Métropole.

## Géographie

### Communes limitrophes
| Vaulnaveys-le-Bas, Vizille      | Vaulnaveys-le-Haut              | Chamrousse                      |
| Vizille                         | Séchilienne                     | Livet-et-Gavet                  |
| Saint-Barthélemy-de-Séchilienne | Saint-Barthélemy-de-Séchilienne | Saint-Barthélemy-de-Séchilienne |

### Topographie
Séchilienne est à 8 km à l'est de Vizille, et 3 km au sud de Livet-et-Gavet, à la sortie des gorges de la Romanche, sa superficie (2 147 ha dont 1717 de bois soit 80 %) s'étire vers le nord sur les pentes boisées de la chaîne de Belledonne, culminant à 1 654 m au pic de l'Œilly et au plus bas pour 310 m à la Croix du Mottet. La réserve naturelle du lac Luitel (17 ha) est près du col de même nom sur la route de Chamrousse.

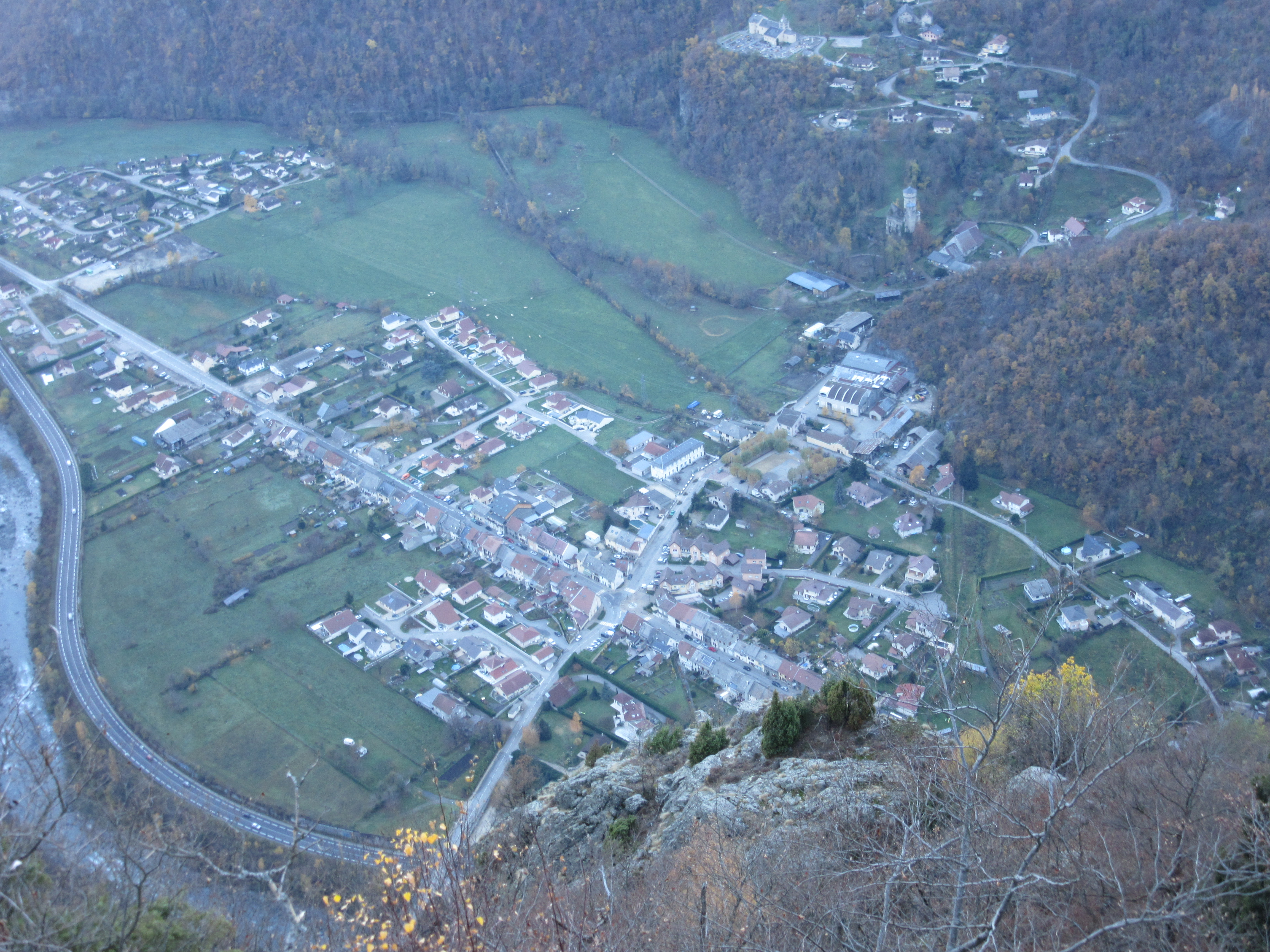
Bourg de Séchilienne.
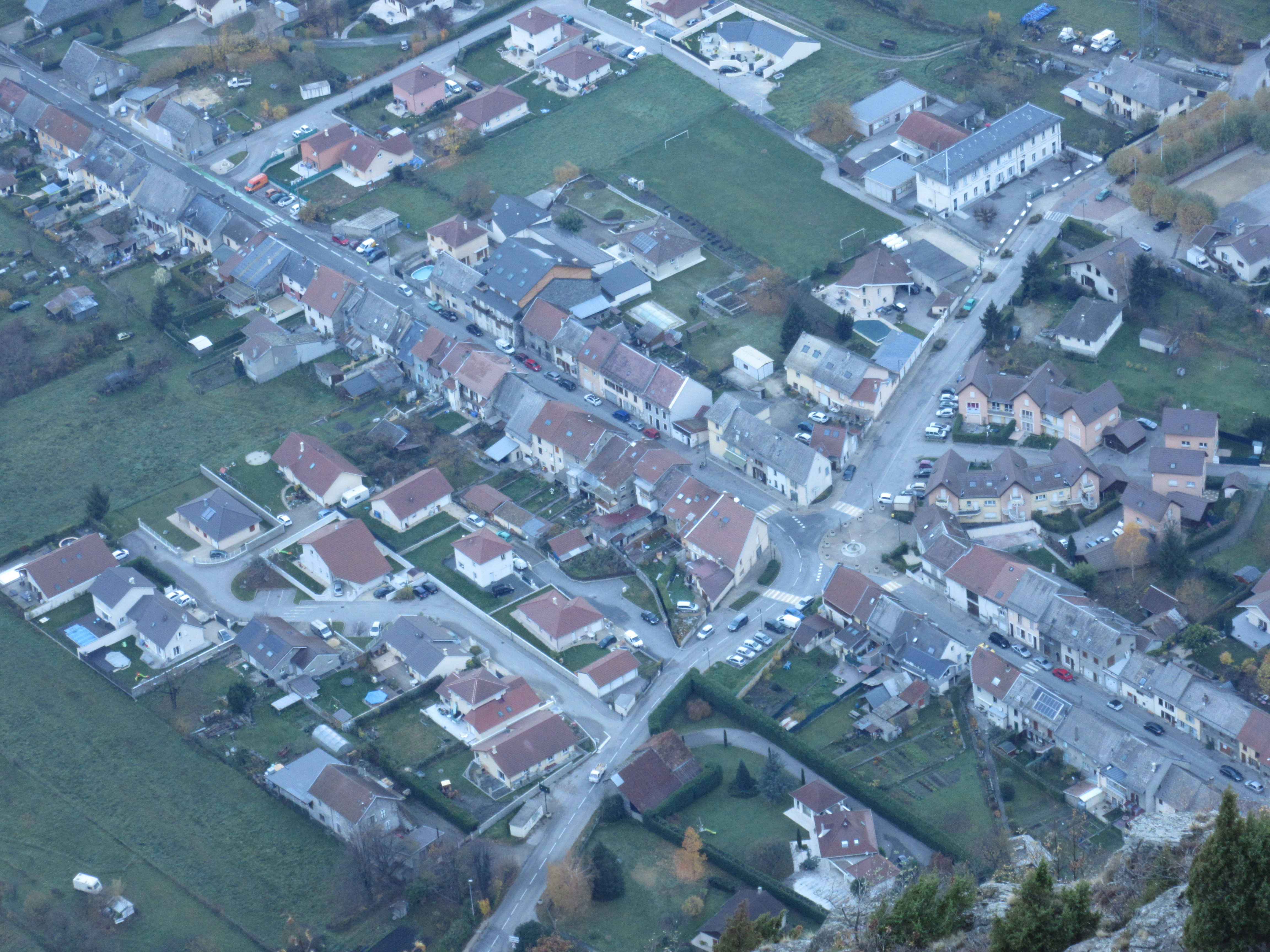
Centre de Séchilienne.

### Hydrographie
La Romanche borde la commune par le sud et la sépare de Saint-Barthélemy-de-Séchilienne. Trois ponts permettent de franchir la rivière.
Le barrage qui alimentait l'ancienne usine de Noyer Chut a été démantelé entre 2011 et 2018.

### Climat
Pour des articles plus généraux, voir Climat d'Auvergne-Rhône-Alpes et Climat de l'Isère.
En 2010, le climat de la commune est de type climat des marges montargnardes, selon une étude du Centre national de la recherche scientifique s'appuyant sur une série de données couvrant la période 1971-2000. En 2020, Météo-France publie une typologie des climats de la France métropolitaine dans laquelle la commune est exposée à un climat de montagne ou de marges de montagne et est dans la région climatique  Alpes du nord, caractérisée par une pluviométrie annuelle de 1 200 à 1 500 mm, irrégulièrement répartie en été. 
Pour la période 1971-2000, la température annuelle moyenne est de 10,8 °C, avec une amplitude thermique annuelle de 19,5 °C. Le cumul annuel moyen de précipitations est de 1 285 mm, avec 9,5 jours de précipitations en janvier et 6,6 jours en juillet. Pour la période 1991-2020, la température moyenne annuelle observée sur la station météorologique de Météo-France la plus proche, « Chamrousse », sur la commune de Chamrousse à 7 km à vol d'oiseau, est de 5,8 °C et le cumul annuel moyen de précipitations est de 1 219,3 mm,. Pour l'avenir, les paramètres climatiques de la commune estimés pour 2050 selon différents scénarios d'émission de gaz à effet de serre sont consultables sur un site dédié publié par Météo-France en novembre 2022.

### Relief
Séchilienne est à 364 m d'altitude en moyenne, elle a pour altitude minimale 304 m et maximale 1 646 m au pic de l'Œilly.

### Transport
Séchilienne étant situé aux portes de l'Oisans, qui est l'accès principal au communes de Livet-et-Gavet et Le Bourg-d'Oisans ainsi qu'aux stations de ski de renommées mondiale comme l'Alpe d'Huez, les Deux Alpes, Vaujany…, bénéficie de plusieurs lignes de transport en commun comme les cars VFD (Voies ferrées du Dauphiné), et anciennement d'un arrêt du train qui reliait Grenoble au Bourg-d'Oisans.

### Environnement
Séchilienne est principalement recouvert de forêts (700 ha) mais aussi du lac du Luitel (17 ha) et d'une rivière (la Romanche).

## Urbanisme

### Typologie
Au 1er janvier 2024, Séchilienne est catégorisée bourg rural, selon la nouvelle grille communale de densité à sept niveaux définie par l'Insee en 2022.
Elle est située hors unité urbaine. Par ailleurs la commune fait partie de l'aire d'attraction de Grenoble, dont elle est une commune de la couronne,. Cette aire, qui regroupe 204 communes, est catégorisée dans les aires de 700 000 habitants ou plus (hors Paris),.

### Occupation des sols
L'occupation des sols de la commune, telle qu'elle ressort de la base de données européenne d’occupation biophysique des sols Corine Land Cover (CLC), est marquée par l'importance des forêts et milieux semi-naturels (92 % en 2018), en augmentation par rapport à 1990 (89,4 %). La répartition détaillée en 2018 est la suivante : 
forêts (90,1 %), zones agricoles hétérogènes (4,3 %), zones urbanisées (2,1 %), milieux à végétation arbustive et/ou herbacée (1,8 %), prairies (1,6 %). L'évolution de l’occupation des sols de la commune et de ses infrastructures peut être observée sur les différentes représentations cartographiques du territoire : la carte de Cassini (XVIIIe siècle), la carte d'état-major (1820-1866) et les cartes ou photos aériennes de l'IGN pour la période actuelle (1950 à aujourd'hui).

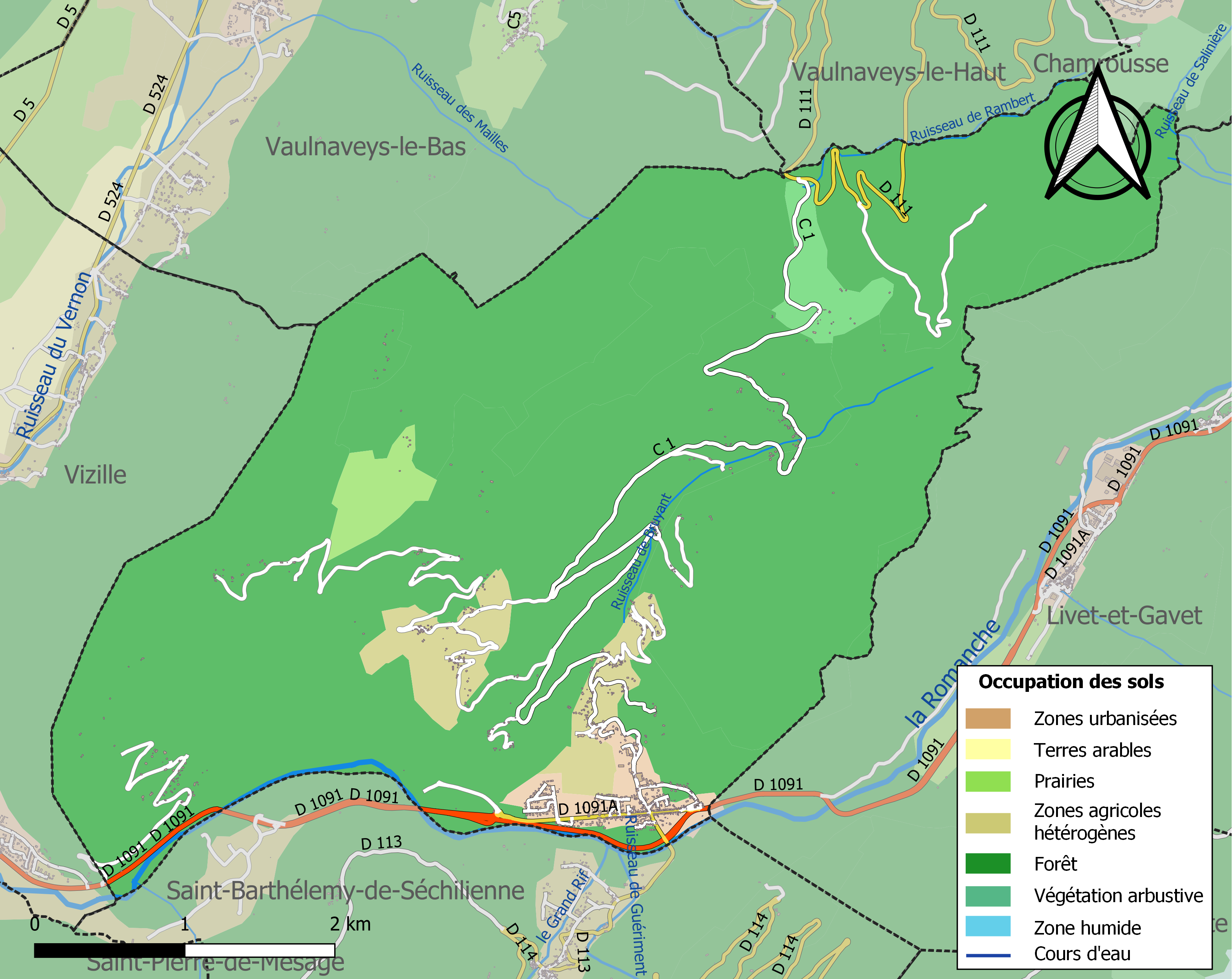
Carte des infrastructures et de l'occupation des sols de la commune en 2018 (CLC).

### Hameaux et lieux-dits
Séchilienne compte à ce jour 34 hameaux ou lieux-dits, les Rivoirands, le Grand Serre, l'Isle, les Michalets, le château, l'Ecluse, les Mouniers, la Sémillière, les Gavets, les Aillouds, les Rivaux, Cotte Fournier, la Chamoussière, les Blancs, les Tourneaux, Séguinière, les Nodes, la Gorge, les Clots, Lecharina, Buissonière, la Croix, le Luittel, les Replats, la Bathie, les Mathieux, le Thièbauds, les Finets, Clos Beney, Montsec, le Pleney, Faux Laurent et Cerley.

### Sites géologiques remarquables
En 2014, plusieurs sites géologiques remarquables sont classés à l'« Inventaire du patrimoine géologique » :
- les « dépôts interglaciaires de l'Arselle », sur les communes de Chamrousse et Séchilienne, constituent un site d'intérêt géochronologique de 28,22 hectares, classé « trois étoiles » à l'« Inventaire du patrimoine géologique » ;
- les deux complexes tourbeux de la réserve naturelle du Lac Luitel, au Lac et au Col de Luitel, constituent le site d'intérêt géomorphologique nommé « tourbière du lac de luitel » ; le site, qui s'étend sur 12,92 hectares, est classé « trois étoiles » à l'« Inventaire du patrimoine géologique ».

### Risques naturels

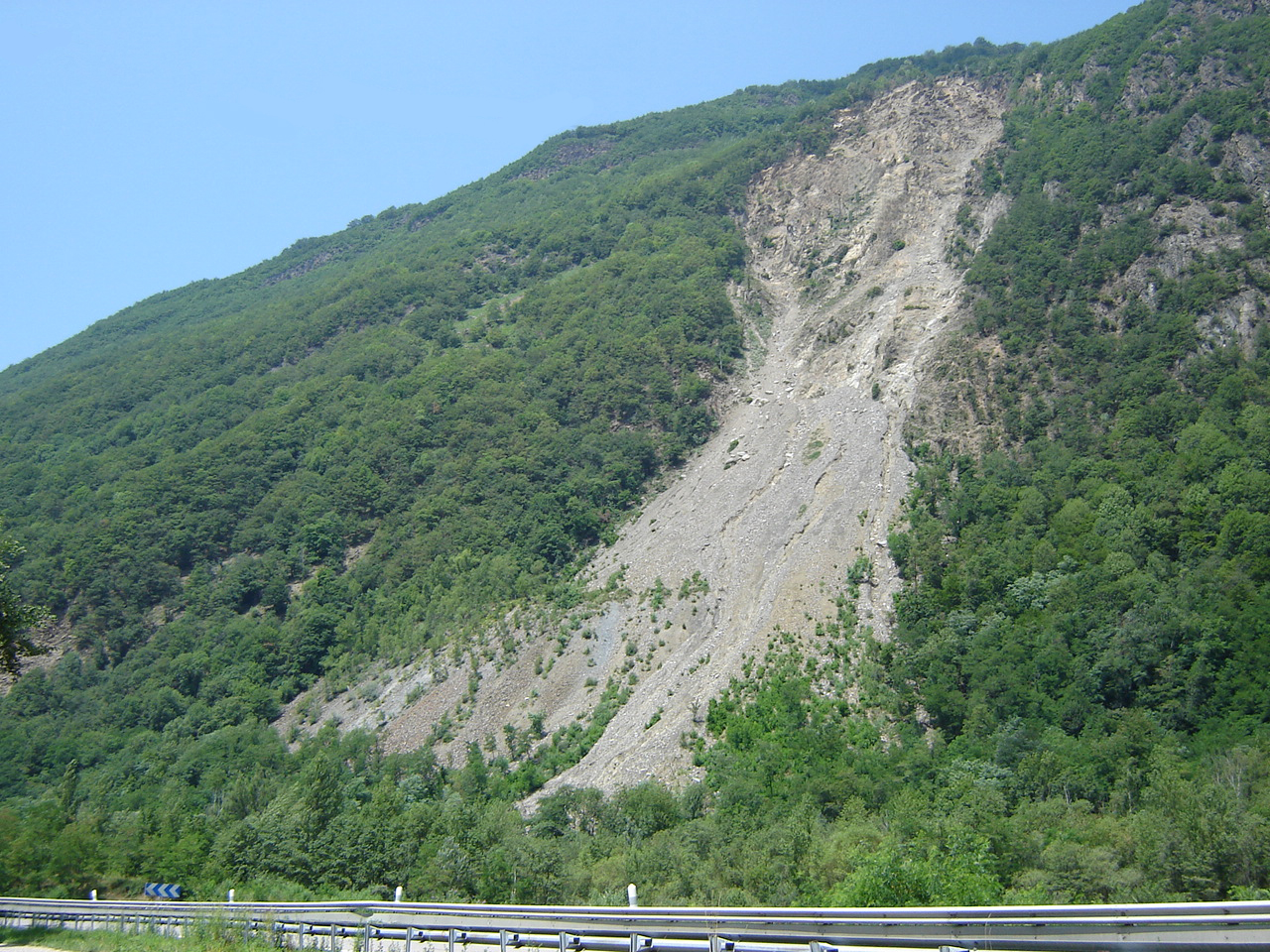
Les Ruines de Séchilienne le 14 juillet 2006.

En aval du village, au lieu-dit l'Île Falcon, sur la rive droite de la Romanche, se trouvent les Ruines de Séchilienne. Il s'agit d'une zone active d'éboulements du Mont-Sec qui forme l'extrême sud de la chaîne de Belledonne. Les différents scénarios d'éboulements donnent un volume de 3 millions à 25 millions de m³, voire jusqu'à 100 millions de m³ (hypothèse jugée improbable) et qui se détacheraient en une ou plusieurs fois de la montagne. Le glissement de terrain pourrait barrer le cours de la Romanche qui formerait alors un lac en amont. Ce barrage pourrait entraîner un danger supplémentaire s'il venait à se rompre car la partie basse de la vallée est fortement urbanisée (Vizille, Champ-sur-Drac, puis agglomération de Grenoble) et sensible (présence de pôles chimiques à Jarrie, Pont-de-Claix et Échirolles, d'un gazoduc…).
Pour contrer ce risque, un merlon a été aménagé, ce qui offre un deuxième tracé pour l'eau et devrait ainsi éviter que les roches forment un barrage et un lac. Un tunnel dans la montagne de Saint-Barthélemy-de-Séchilienne situé en face a aussi été creusé pour sonder les roches afin de construire à terme un tunnel plus grand pour que l'eau s'y engouffre si l'effet de barrage survenait et que le niveau venait a monter. Cette zone à risque est aussi surveillée en permanence par des capteurs.

## Toponymie
L'origine du nom, comme pour la commune de Chichilianne, vient probablement du patronyme romain Cicilianus, qui aurait été celui du propriétaire d'une des premières « villa » romaine (exploitation agricole).

## Histoire

### Seconde Guerre Mondiale

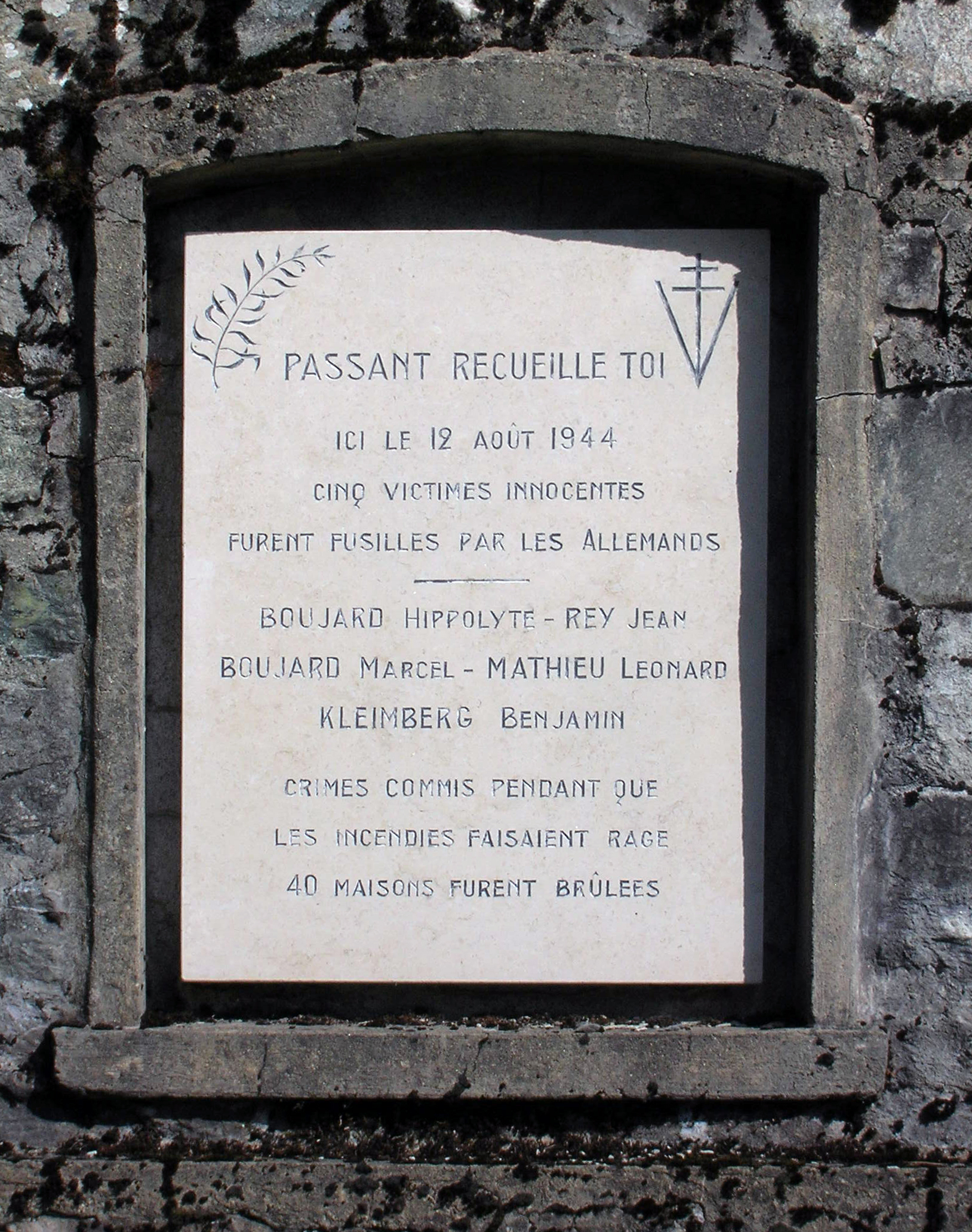
Stèle commémorative dans le hameau "Les Clots" à la mémoire des victimes des nazis.

Séchilienne était un haut lieu de la résistance, en témoigne le nom de la place principale du village, la place du Maquis de l'Oisans.

## Politique et administration

### Liste des maires successifs

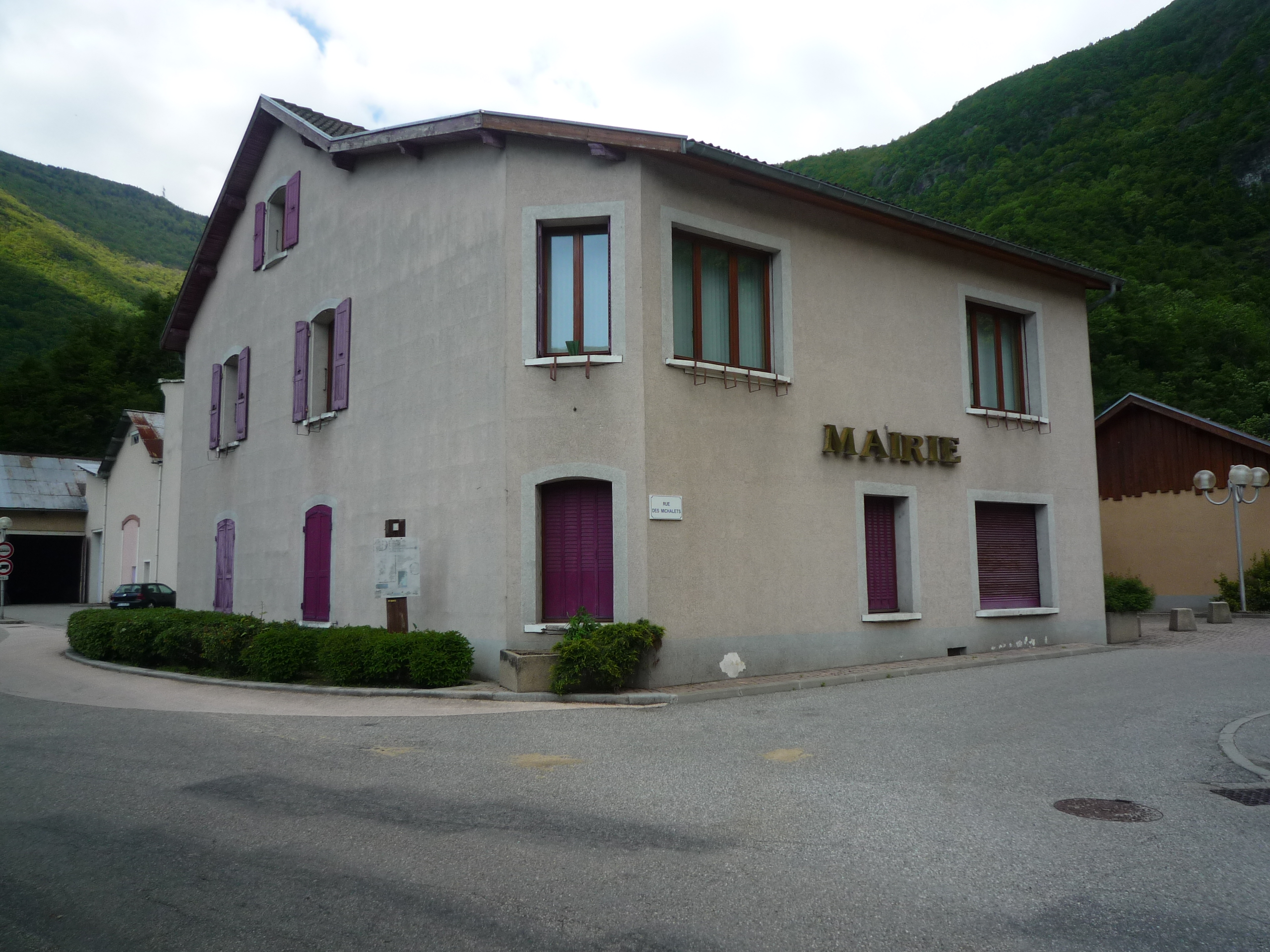
Mairie de Séchilienne.

| Période                                  | Période  | Identité              | Étiquette | Qualité                                                                           |
| ---------------------------------------- | -------- | --------------------- | --------- | --------------------------------------------------------------------------------- |
| 1971                                     | 1995     | M. Jean-Jaques Martin | SE        | Instituteur                                                                       |
| 1995                                     | 2014     | M Gérard Cret         | SE        | DRH, chargé de l’administration générale, des finances et du personnel de la CCSG |
| 2014                                     | En cours | Mme. Cyrille Plénet   | SE-DVG    | Agent technique                                                                   |
| Les données manquantes sont à compléter. |          |                       |           |                                                                                   |

### Équipements municipaux
Le gymnase, la bibliothèque, l'école primaire, la maison des associations, la salle des fêtes.

### Associations
Séchilienne compte à ce jour 16 associations dont, le basket, la gymnastique, le badminton, le ski, la musculation.

### Jumelages
À ce jour, Séchilienne n'est jumelé avec aucune ville ou village.

## Démographie
L'évolution du nombre d'habitants est connue à travers les recensements de la population effectués dans la commune depuis 1793. Pour les communes de moins de 10 000 habitants, une enquête de recensement portant sur toute la population est réalisée tous les cinq ans, les populations de référence des années intermédiaires étant quant à elles estimées par interpolation ou extrapolation. Pour la commune, le premier recensement exhaustif entrant dans le cadre du nouveau dispositif a été réalisé en 2006.

En 2022, la commune comptait 1 004 habitants, en évolution de −3,28 % par rapport à 2016 (Isère : +3,07 %, France hors Mayotte : +2,11 %).
| 1793  | 1800  | 1806  | 1821  | 1831  | 1836  | 1841  | 1846  | 1851  |
| ----- | ----- | ----- | ----- | ----- | ----- | ----- | ----- | ----- |
| 1 022 | 1 145 | 1 355 | 1 455 | 1 541 | 1 648 | 1 555 | 1 497 | 1 486 |

| 1856  | 1861  | 1866  | 1872  | 1876  | 1881  | 1886  | 1891  | 1896 |
| ----- | ----- | ----- | ----- | ----- | ----- | ----- | ----- | ---- |
| 1 385 | 1 333 | 1 274 | 1 175 | 1 194 | 1 131 | 1 050 | 1 011 | 947  |

| 1901 | 1906 | 1911 | 1921 | 1926 | 1931 | 1936 | 1946 | 1954 |
| ---- | ---- | ---- | ---- | ---- | ---- | ---- | ---- | ---- |
| 919  | 971  | 918  | 712  | 769  | 628  | 628  | 632  | 655  |

| 1962 | 1968 | 1975 | 1982 | 1990 | 1999 | 2006 | 2011 | 2016  |
| ---- | ---- | ---- | ---- | ---- | ---- | ---- | ---- | ----- |
| 599  | 548  | 474  | 641  | 673  | 760  | 863  | 954  | 1 038 |

| 2021  | 2022  | - | - | - | - | - | - | - |
| ----- | ----- | - | - | - | - | - | - | - |
| 1 024 | 1 004 | - | - | - | - | - | - | - |

Population par sexe et âge en 2008
| Ensemble                     | 432 | 100  | 430 | 100  |
| 0 à 14 ans                   | 94  | 21.7 | 94  | 21.4 |
| 15 à 29 ans                  | 58  | 13.3 | 59  | 13.3 |
| 30 à 44 ans                  | 103 | 23.8 | 105 | 23.9 |
| 45 à 59 ans                  | 102 | 23.6 | 93  | 21.1 |
| 60 à 74 ans                  | 56  | 12.9 | 56  | 12.6 |
| 75 à 89 ans                  | 18  | 4.2  | 30  | 6.9  |
| 90 ans ou plus               | 2   | 0.5  | 3   | 0.7  |
| Sources des données : Insee. |     |      |     |      |

Séchilienne à son apogée comptait 1648 habitants avant de connaitre un exode massif de la population vers Grenoble et les plus grandes villes. En 1975, Séchilienne ne comptait alors plus que 474 habitants puis la population recommença à augmenter et se rapproche aujourd'hui de la barre des 1 000 habitants.

### Enseignement
Les établissements d'enseignement du village de Séchilienne relèvent de l'académie de Grenoble.
Séchilienne dispose d'une école maternelle ainsi qu'une école primaire.
Le collège et le lycée le proche se situent tous deux à Vizille à quelques kilomètres de Séchilienne.
Scolarisation selon l'âge et le sexe en 2008
|                              | Ensemble | Population scolarisée |
| ---------------------------- | -------- | --------------------- |
| 2 à 5 ans                    | 45       | 35                    |
| 6 à 14 ans                   | 123      | 123                   |
| 15 à 17 ans                  | 35       | 34                    |
| 18 à 24 ans                  | 52       | 26                    |
| 25 à 29 ans                  | 29       | 1                     |
| 30 ans ou plus               | 568      | 3                     |
| Sources des données : Insee. |          |                       |

Diplôme le plus élevé de 15 ans ou plus selon le sexe en 2008
|                                                  | Ensemble | Homme  | Femme  |
| ------------------------------------------------ | -------- | ------ | ------ |
| Population de 15 ans ou plus                     | 619      | 312    | 307    |
| - d'aucun diplôme                                | 22,5 %   | 22,0 % | 23,0 % |
| - du certificat d'études primaires               | 12,1 %   | 9,4 %  | 14,8 % |
| - du BEPC, brevet des collèges                   | 5,4 %    | 5,8 %  | 4,9 %  |
| - d'un CAP ou d'un BEP                           | 30,2 %   | 35,9 % | 24,3 % |
| - d'un baccalauréat ou d'un brevet professionnel | 15,2 %   | 13,3 % | 17,1 % |
| - d'un diplôme de niveau bac + 2                 | 8,5 %    | 7,8 %  | 9,2 %  |
| - d'un diplôme de niveau supérieur à bac + 2     | 6,2 %    | 5,8 %  | 6,6 %  |
| Sources des données : Insee.                     |          |        |        |

### Logement
Évolution du nombre de logements par catégorie
|                                                  | 1968 | 1975 | 1982 | 1990 | 1999 | 2008 |
| ------------------------------------------------ | ---- | ---- | ---- | ---- | ---- | ---- |
| Ensemble                                         | 300  | 328  | 337  | 367  | 411  | 457  |
| Résidences principales                           | 191  | 177  | 231  | 255  | 296  | 340  |
| Résidences secondaires et logements occasionnels | 97   | 81   | 54   | 85   | 84   | 81   |
| Logements vacants                                | 12   | 70   | 52   | 27   | 31   | 36   |
| Sources des données : Insee.                     |      |      |      |      |      |      |

### Médias
Historiquement, le quotidien à grand tirage régional Le Dauphiné libéré consacre de façon régulière dans son édition de Grenoble et du sud-Isère, un ou plusieurs articles à l'actualité de la commune, de l'agglomération, ainsi que des informations sur les éventuelles manifestations, les travaux routiers, et autres événements divers à caractère local.

### Cultes
La communauté catholique et l'église paroissiale (propriété de la commune) dépendent de la paroisse Saint Jean de la Croix, elle-même rattachée au diocèse de Grenoble.

## Économie

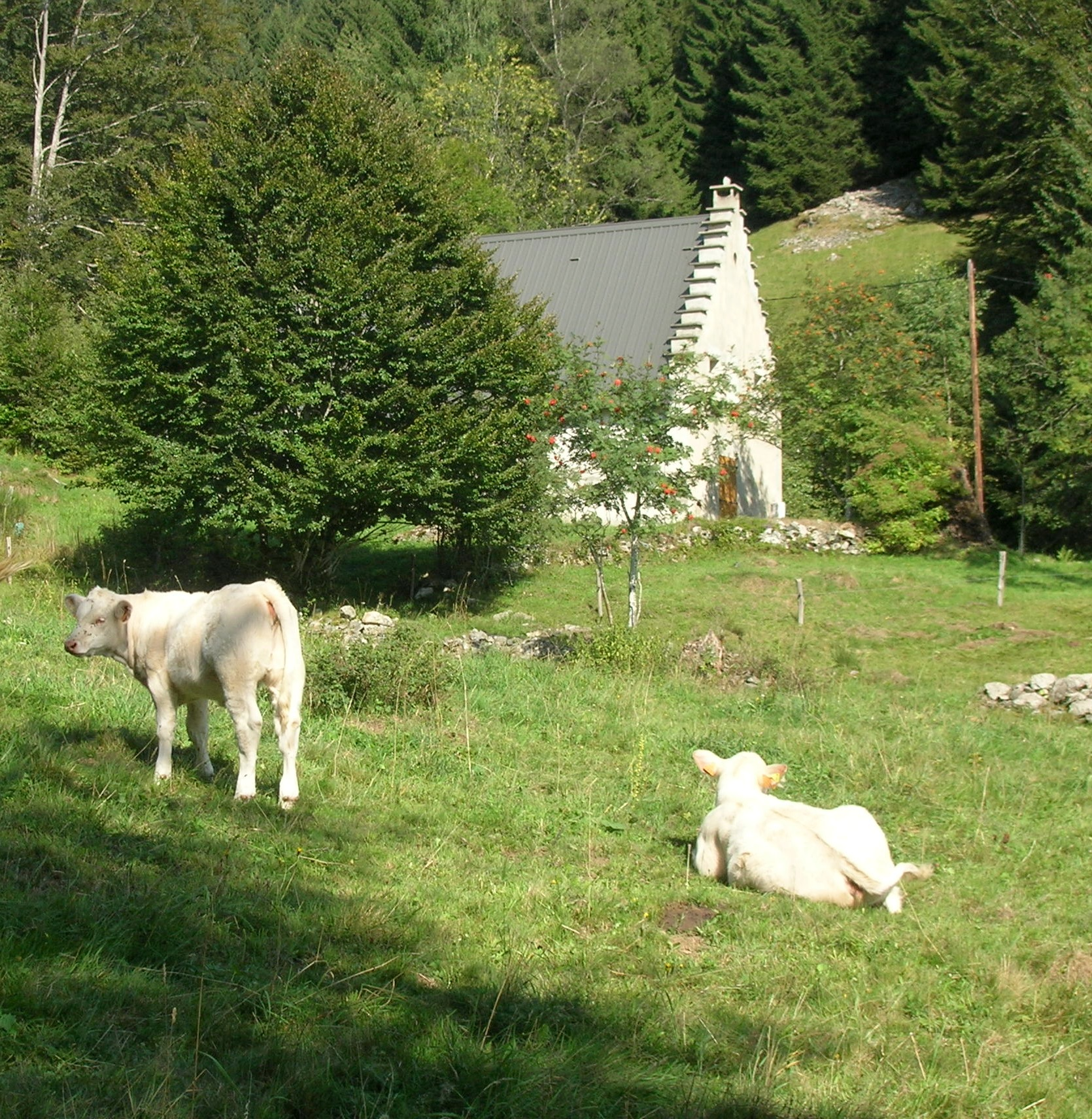
Elevage à Séchilienne.

La commune a une centrale électrique, mais n'a pas conservé ses anciennes industries.

### Emploi
Chômage (au sens du recensement) des 15-64 ans
|                                 | 2008 | 1999 |
| ------------------------------- | ---- | ---- |
| Nombre de chômeurs              | 29   | 30   |
| Taux de chômage en %            | 7.2  | 8.3  |
| Taux de chômage des hommes en % | 6.4  | 5.8  |
| Taux de chômage des femmes en % | 8.1  | 11.6 |
| Sources des données : Insee.    |      |      |

### Sports
- Le village de Séchilienne est doté d'un gymnase pouvant accueillir des entraînements (ou matchs) de sport en tous genres (basket-ball, football en salle, tennis, danse, gymnastique, badminton) comme des réceptions au moment des vœux du maire, mais aussi d'un terrain de football et d'un champ de foire, lieu d'amusement des jeunes de Séchilienne.
- Marion Josserand (1986-), skieuse acrobatique française et médaillée de bronze aux Jeux olympiques de Vancouver en 2010, habite à Séchilienne[24].
- En 2010, le club de basket-ball l'ALS (Amicale Laïque Séchilienne) fêtait ses 80 ans[25].
- Pour l'exercice de sport hivernal, Séchilienne est aussi doté d'un club de ski alpin (Ski club Sech/Saint-Bar) qui organise chaque samedi des sorties sur le domaine de L'Alpe d'Huez et une ou deux fois par an dans d'autres grandes stations françaises. Quant au ski nordique (ou ski de fond/skating) une partie du domaine skiable de Chamrousse est située sur les terres séchiliennoises.
- Séchilienne peut également profiter d'une piscine couverte à 4 km sur la commune de Livet-et-Gavet.

## Culture locale et patrimoine

### Lieux et monuments

#### Patrimoine civil
- Ruines du château des Alleman, des XIVe siècle, XVe et XVIIe siècles[26], victime d'un incendie en 1944 et fort dégradé depuis.
- La place du Maquis de l'Oisans.
- Croix du Mottet :  stèle en mémoire de 3 résistants tués au cours des combats des 7 et 22 août 1944. L’inscription sur la stèle est :

« Ici les forces du Maquis de l'Oisans, fidèles à leur devise "La liberté ou la mort" le 8 août 1944 ont engagé le premier combat de la campagne de l'Oisans contre les forces ennemies de la Wehrmacht comprenant la 157e division alpine, la division Vlassoy et des unités mongoles, leur infligeant des lourdes pertes.
Le 22 août 1944, ont livré le dernier combat victorieux libérant Vizille. L'ennemi battu, décimé, s'enfuit en déroute, abandonnant des milliers de prisonniers et tout son matériel.
La victoire est à nous. »

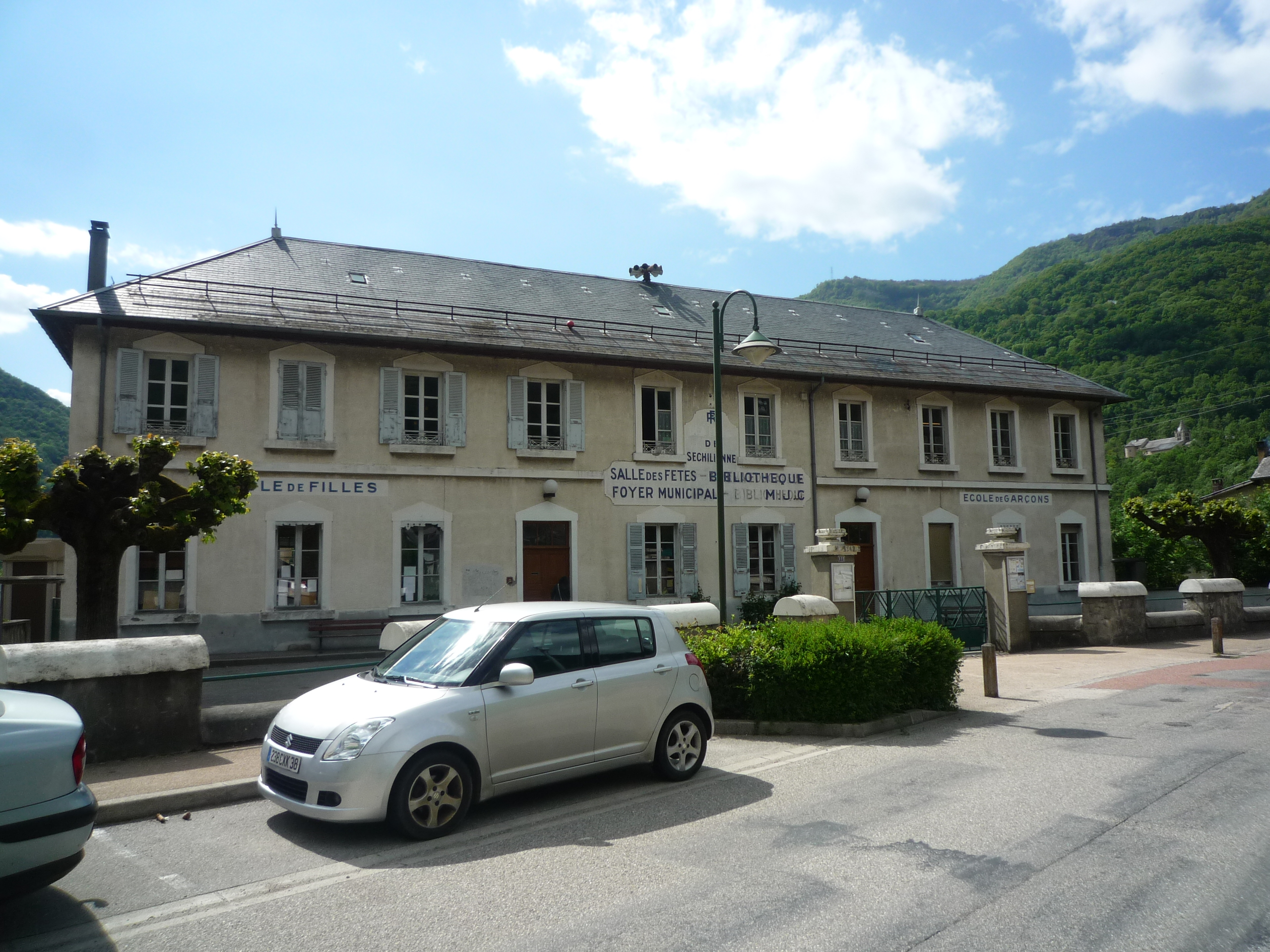
L'ancienne mairie.
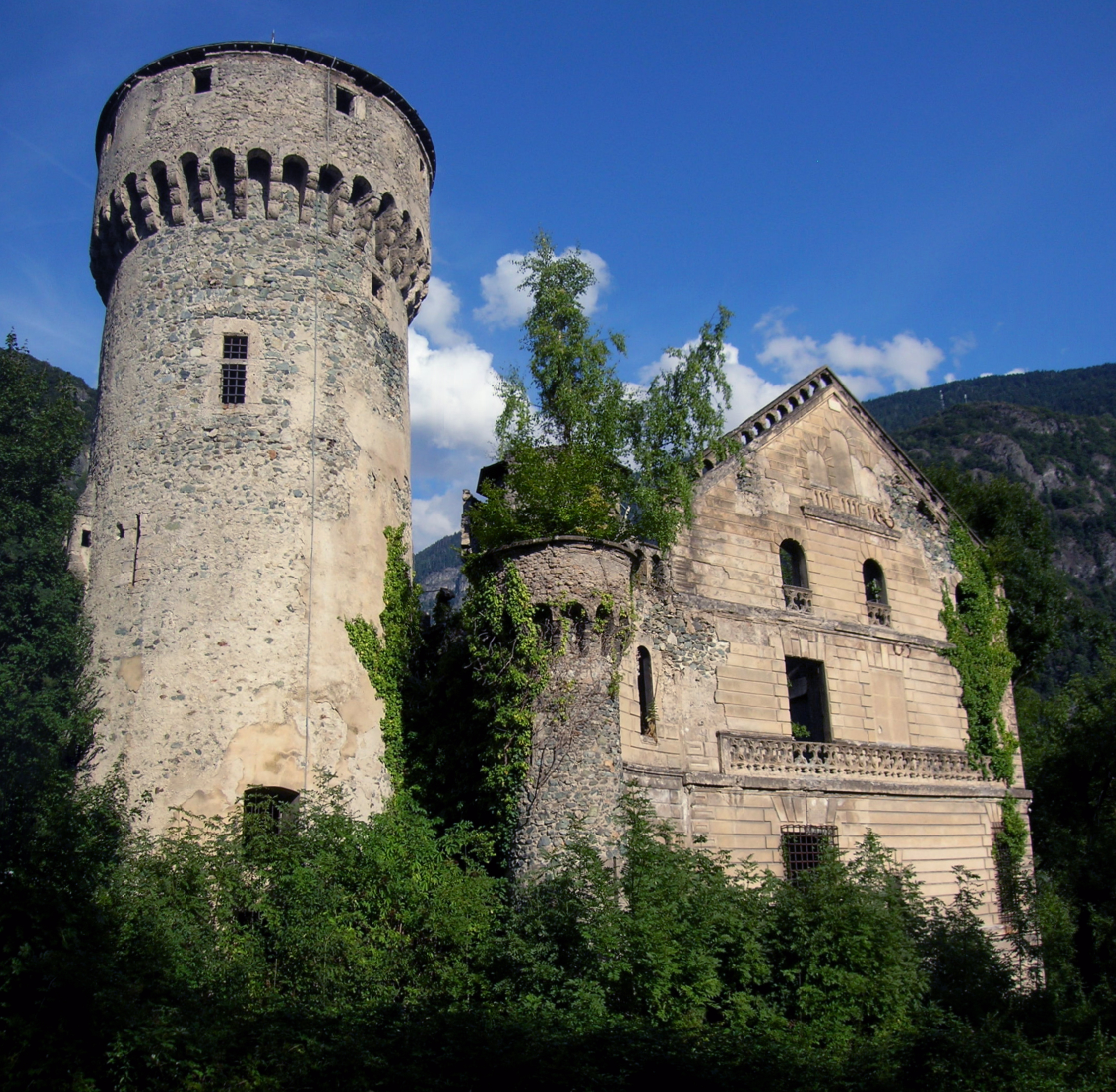
Ruines du château des Alleman (XIVe siècle).

#### Patrimoine religieux
Église de Séchilienne

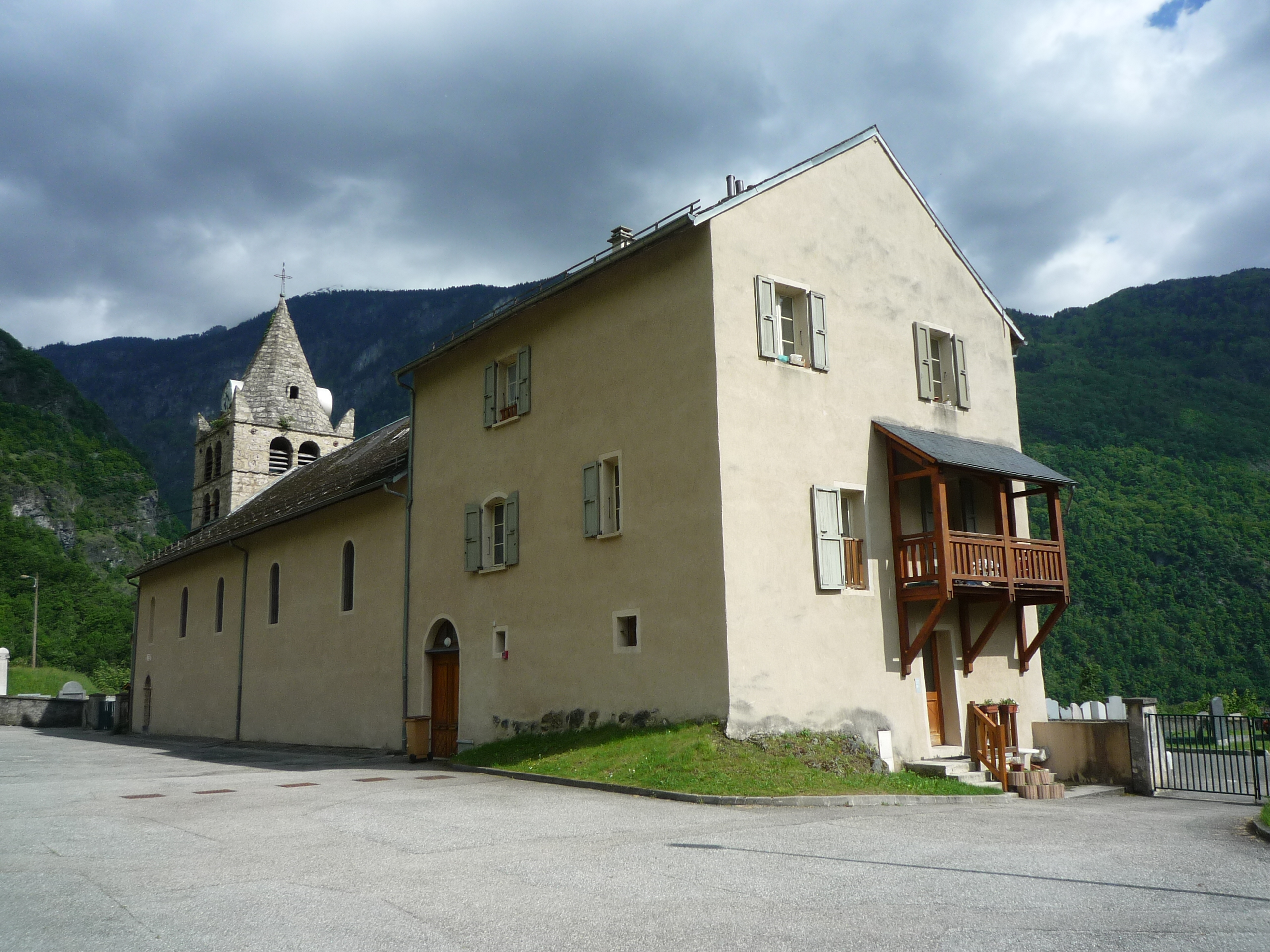
Église Saint-Martin.

L’église Saint-Martin est un édifice de tradition romane qui fut remanié plusieurs fois au cours des siècles passés. Église d’un ancien prieuré dont il reste quelques vestiges, elle pourrait dater du XVe siècle. Cette église vient d’être restaurée par les soins de la commune, dans le style des derniers grands travaux entrepris au XIXe siècle. L'église possède des statues en bois doré (XVIe siècle), provenant du monastère de Prémol (détruit), une statue de saint Jean-Baptiste au baptistère (XVIIe siècle), une pietà, les vitraux, création moderne de Christophe Berthier, maître verrier à Grenoble.
Paroisse Saint-Paul de la Romanche

### Patrimoine naturel

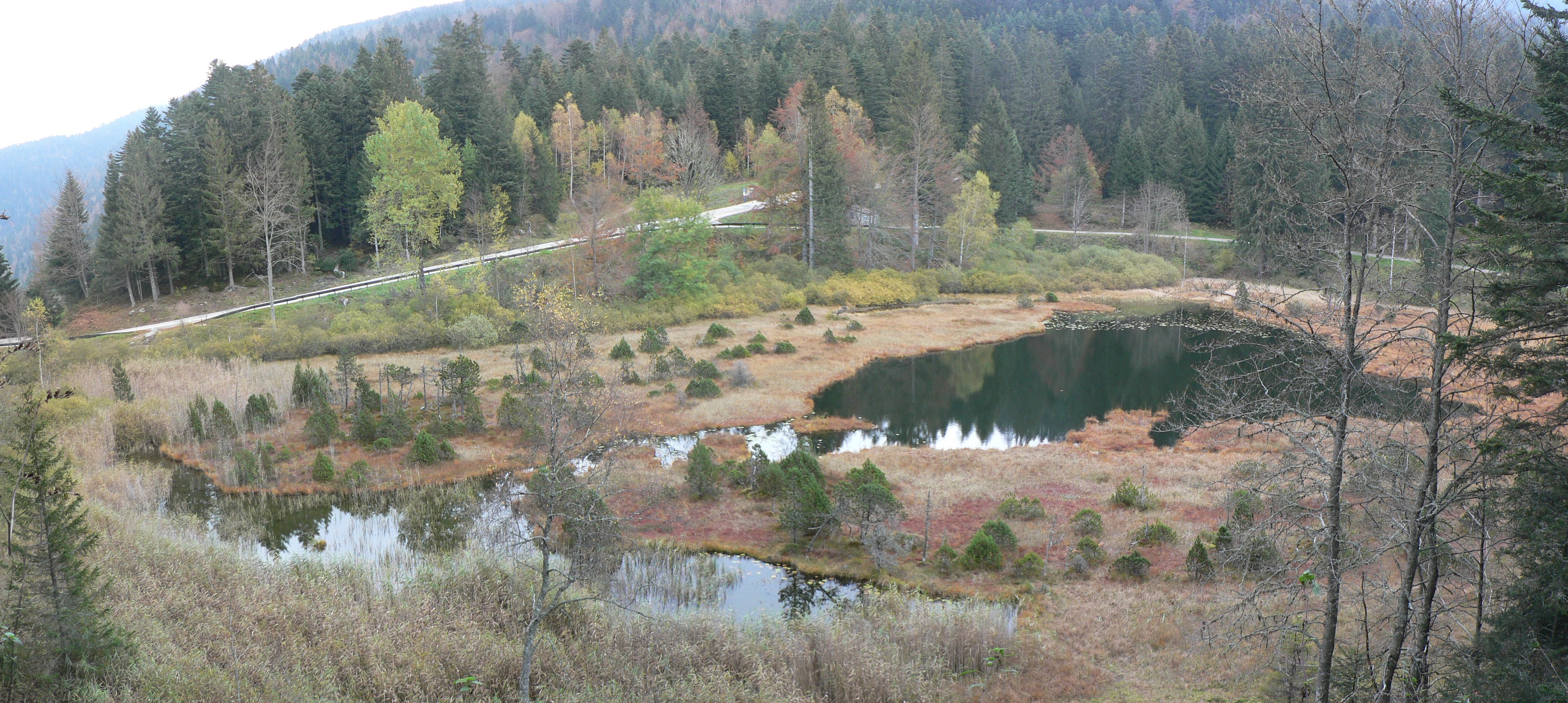
La réserve naturelle du lac du Luitel.

- La Réserve naturelle du Lac Luitel : première réserve naturelle créée en France, le 15 mars 1961.
- Le col Luitel.

### Héraldique
|  | Séchilienne possède des armoiries dont l'origine et le blasonnement exact ne sont pas disponibles. |